# Asnières-en-Poitou
Asnières-en-Poitou è un comune francese di 198 abitanti situato nel dipartimento delle Deux-Sèvres nella regione della Nuova Aquitania.

## Società

### Evoluzione demografica
Abitanti censiti